# Уинтроп-стрит (линия Ностранд-авеню, Ай-ар-ти)
|   |   |   |   |
| · | · | · | · |

|   |   |   |   |
| · | · | · | · |

«Уинтроп-стрит» (англ. Winthrop Street) — станция Нью-Йоркского метрополитена, расположенная на линии Ностранд-авеню, Ай-ар-ти. Станция находится на пересечении Уинтроп-стрит и Ностранд-авеню в округе Проспект-Лефферс-Гарденс, Бруклин. На станции останавливаются маршруты 2 (круглосуточно) и 5 (в будни днём).
Эта станция была открыта 23 августа 1920 года. Представлена двумя боковыми платформами и двумя путями между ними. Путевые стены покрыты плиткой с коричнево-зелёной декоративной линией и оригинальными вставками 1920-х годов. На них изображена буква "W": первая буква названия станции. Также имеются мозаики с полным названием станции "WINTHROP ST". В 1950-х годах обе платформы были продлены на север с учётом возросшей длины поездов IRT. В этой продлённой части имеются названия станции в виде простых табличек "WINTHROP STREET". Балочные колонны станции и мезонина окрашены в зелёный цвет, и на них также имеется название станции в виде чёрных табличек. До нашего времени сохранились оригинальные указатели в виде мозаек к Downstate Medical Center и Kings County Hospital.
Каждая платформа имеет свою зону оплаты. Поэтому бесплатный переход между направлениями невозможен. Выход с платформы в сторону Манхэттена представляет собой несколько турникетов, расположенных на уровне платформы, и лестницу, ведущую в юго-восточный угол перекрёстка Уинтроп-стрит и Ностранд-авеню. Зона оплаты платформы южного направления находится в небольшом мезонине, откуда на платформу идут две лестницы. В мезонине находятся два турникета только на выход и один полноростовый турникет. Из мезонина выходит лестница на юго-западный угол перекрёстка Парксайд-авеню и Ностранд-авеню. Этот выход находится в одном квартале южнее выхода с платформы северного направления.